# Štefan Hadalin
Štefan Hadalin (Nauporto, 6 giugno 1995) è un ex sciatore alpino sloveno.

## Biografia
Attivo dal novembre del 2010, Hadalin ha debuttato in Coppa Europa il 3 gennaio 2014, partecipando allo slalom speciale di Chamonix e piazzandosi 42º, e in Coppa del Mondo l'8 marzo 2014 nello slalom gigante di Kranjska Gora, nel quale non è riuscito a portare a termine la prima manche. Nel 2015 ai Mondiali juniores che si sono disputati a Hafjell ha vinto la medaglia d'argento nel supergigante e nella combinata e alla successiva rassegna iridata juniores, Soči/Roza Chutor 2016, ha vinto la medaglia d'oro nella combinata e nella gara a squadre. Ha debuttato ai Campionati mondiali a Sankt Moritz 2017, dove è stato 28º nello slalom gigante, 10º nello slalom speciale, 28º nella combinata e 9º nella gara a squadre.
Ai XXIII Giochi olimpici invernali di Pyeongchang 2018, sua unica presenza olimpica, si è classificato 21º nello slalom gigante, 8º nella combinata e 9º nella gara a squadre; l'anno successivo ai Mondiali di Åre ha vinto la medaglia d'argento nella combinata, è stato 22º nello slalom gigante e non ha completato lo slalom speciale. Il 22 febbraio 2019 ha colto a Bansko in combinata il suo unico podio in Coppa del Mondo (3º); ai Mondiali di Cortina d'Ampezzo 2021 si è piazzato 16º nello slalom gigante, 7º nello slalom speciale e 16º nello slalom parallelo e a quelli di Courchevel/Méribel 2023, sua ultima presenza iridata, non si è qualificato per la finale nel parallelo. Si è ritirato durante la stagione 2023-2024: ha preso per l'ultima volta il via in Coppa del Mondo il 21 gennaio a Kitzbühel in slalom speciale, senza completare la prova, e la sua ultima gara in carriera è stata uno slalom speciale FIS disputato l'11 aprile a Nozawaonsen.

## Palmarès

### Mondiali
- 1 medaglia:
  - 1 argento (combinata a Åre 2019)

### Mondiali juniores
- 4 medaglie:
  - 2 ori (combinata, gara a squadre a Soči/Roza Chutor 2016)
  - 2 argenti (supergigante, combinata a Hafjell 2015)

### Coppa del Mondo
- Miglior piazzamento in classifica generale: 40º nel 2021
- 1 podio (in combinata):
  - 1 terzo posto

### Coppa Europa
- Miglior piazzamento in classifica generale: 80º nel 2016

### South American Cup
- Miglior piazzamento in classifica generale: 12º nel 2017
- 3 podi:
  - 2 vittorie
  - 1 secondo posto

#### South American Cup - vittorie
| Data           | Località    | Paese | Specialità |
| -------------- | ----------- | ----- | ---------- |
| 30 agosto 2015 | La Parva    | Cile  | SL         |
| 27 agosto 2016 | El Colorado | Cile  | GS         |

Legenda:

GS = slalom gigante

SL = slalom speciale

### Far East Cup
- Miglior piazzamento in classifica generale: 15º nel 2018
- 6 podi:
  - 2 vittorie
  - 2 secondi posti
  - 2 terzi posti

#### Far East Cup - vittorie
| Data          | Località         | Paese  | Specialità |
| ------------- | ---------------- | ------ | ---------- |
| 18 marzo 2017 | Južno-Sachalinsk | Russia | SG         |
| 17 marzo 2018 | Južno-Sachalinsk | Russia | GS         |

Legenda:

SG = supergigante

GS = slalom gigante

### Campionati sloveni
- 16 medaglie:
  - 10 ori (slalom speciale, combinata nel 2016; slalom speciale nel 2017; slalom speciale, combinata  nel 2018; slalom gigante, slalom speciale nel 2019; slalom gigante, slalom speciale, combinata nel 2021)
  - 5 argenti (discesa libera nel 2013; supercombinata nel 2014; slalom gigante nel 2016; slalom gigante nel 2018; slalom gigante nel 2023)
  - 1 bronzo (supergigante nel 2021)